# Анас ибн Надр
Анас ибн Надр (араб. ﺍﻧﺲ ﺑﻦ ﻧﻀﺮ‎; Медина — Медина) — сподвижник исламского пророка Мухаммеда. Он принадлежал к племени Бану аль-Хазрадж из Ансаров и был дядей Анаса ибн Малика. 

## Биография
Исламский пророк Мухаммед, однажды похвалил Анаса ибн ан-Надра, когда его сестра ар-Раби сломала женщине передний зуб. Пророк Мухаммад, приказал отомстить. Анас сказал: «О Посланник Аллаха, клянусь тем, кто послал тебя с истиной, её передний зуб не должен быть сломан». Они согласились на перемирие и отказались от мести. Пророк Мухаммад сказал: «Есть некоторые слуги Аллаха, которые, если поклянутся именем Аллаха, исполнят клятву».
Он не смог принять участие в битве при Бадре и был опечален этим, поэтому он сказал Мухаммеду:
«О Посланник Аллаха! Я отсутствовал в первой битве, которую ты вел против язычников. (Клянусь Аллахом), если Аллах даст мне шанс сразиться с язычниками, то, без сомнения, Аллах увидит, как (храбро) я буду сражаться».Сахих аль-Бухари , Китаб аль-Джихад, 2805 и 2806 гг., 
Он сражался против курайшитов в битве при Ухуде. В «Китаб сират расули-Ллах» Ибн Хишама история гласит, что в этой битве, где курайшиты сказали, что Мухаммед умер, он столкнулся с товарищами, которые прекратили сражаться, и он сказал им встать и умереть, потому что Мухаммед умер, а затем был замучен. Его тело было найдено с более чем восемьюдесятью ранами от мечей и стрел. Только его сестра могла опознать его тело по пальцам. 